# Donovan Williams
Donovan Kennedy Williams (Houston, 6 de setembro de 2001) é um jogador norte-americano de basquete profissional que atualmente joga no Atlanta Hawks da National Basketball Association (NBA) e no College Park Skyhawks da G-League.
Ele jogou basquete universitário na Universidade do Texas em Austin e na Universidade de Nevada (Las Vegas).

## Início da vida e carreira no ensino médio
Williams cresceu em Houston, Texas e frequentou a Elkins High School. Sua equipe ganhou títulos distritais consecutivos e ele foi nomeado o MVP distrital. Em sua terceira temporada, ele teve média de 13,2 pontos enquanto ajudava Elkins a chegar a uma marca de 29-12 e as quartas de final da Classe 5A. Em sua última temporada, ele teve média de 18,2 pontos enquanto levava Elkins a um recorde de 31-8 e chegou até as semifinais regionais da Classe 6A.

## Carreira universitária
Williams começou sua carreira universitária na Universidade do Texas em Austin e jogou em 26 jogos e teve médias de 3,3 pontos e 1,0 rebotes em sua temporada de calouro. Ele foi nomeado para a Equipe de Novatos da Big 12 de 2020.
Durante seu segundo ano, ele jogou em 15 jogos e teve médias de 3,3 pontos e 1,1 rebotes. Selecionado para a Segunda-Equipe da Big 12 de 2021, Williams foi transferido para a Universidade de Nevada (Las Vegas). Em 1º de junho de 2022, Williams se declarou para o draft da NBA de 2022.

## Carreira profissional

### Long Island Nets (2022–2023)
Depois de não ser selecionado no draft da NBA de 2022, Williams assinou um contrato com o Long Island Nets.

### Atlanta Hawks (2023–Presente)
Em 17 de janeiro de 2023, Williams assinou um contrato de mão dupla com o Atlanta Hawks, dividindo o tempo com seu afiliado da G-League, o College Park Skyhawks.

## Estatísticas da carreira

### G-League
| Ano      | Equipe       | PJ | PT | MPJ  | AP   | 3P   | LL   | RT  | AS  | BR  | TO  | PPJ  |
| -------- | ------------ | -- | -- | ---- | ---- | ---- | ---- | --- | --- | --- | --- | ---- |
| 2022–23  | Long Island  | 8  | 8  | 27.2 | .495 | .417 | .615 | 2.6 | 1.4 | 1.3 | .6  | 15.6 |
| 2022–23  | College Park | 1  | 0  | 28.8 | .556 | .500 | .500 | 2.0 | .0  | 3.0 | 1.0 | 14.0 |
| Carreira | Carreira     | 9  | 8  | 28.0 | .525 | .458 | .557 | 2.3 | .7  | 2.1 | .8  | 14.8 |

### Universitário
| Ano      | Equipe   | PJ | PT | MPJ  | AP   | 3P   | LL   | RT  | AS  | BR | TO | PPJ  |
| -------- | -------- | -- | -- | ---- | ---- | ---- | ---- | --- | --- | -- | -- | ---- |
| 2019–20  | Texas    | 26 | 1  | 11.0 | .368 | .244 | .706 | 1.0 | .3  | .5 | .2 | 3.3  |
| 2020–21  | Texas    | 15 | 0  | 10.3 | .304 | .174 | .846 | 1.1 | .3  | .3 | .2 | 3.3  |
| 2021–22  | UNLV     | 27 | 13 | 22.1 | .488 | .436 | .638 | 3.3 | 1.1 | .7 | .4 | 12.7 |
| Carreira | Carreira | 68 | 14 | 14.4 | .386 | .284 | .730 | 1.8 | .5  | .5 | .2 | 6.4  |

Fonte: